# Néstor Pitana
Néstor Fabián Pitana (Corpus, 17 de junho de 1975) é um árbitro de futebol aposentado argentino. Em 2014, foi eleito o oitavo melhor arbitro do mundo pela FIFA. Foi um dos árbitros dos Jogos Olímpicos Rio 2016 e o árbitro da final da Copa do Mundo FIFA de 2018.
Em 1997 teve uma breve carreira como ator, interpretando um guarda penitenciário no filme argentino La Furia.
Em 2018, apitou a abertura e a final da Copa do Mundo FIFA de 2018.
Sua última partida como árbitro foi em 25/10/22, entre Platense x Lanús pelo Campeonato Argentino.